# Adoretus renardi
Adoretus renardi är en skalbaggsart som beskrevs av Brenske 1893. Adoretus renardi ingår i släktet Adoretus och familjen Rutelidae. Inga underarter finns listade i Catalogue of Life.